# (792) Меткалфия
(792) Меткалфия (англ. Metcalfia) — типичный астероид главного пояса, который был открыт 20 марта 1907 года американским астрономом Джоэлом Меткалфом в американском городе Винчестер (штат Массачусетс, США) и назван в честь своего первооткрывателя.

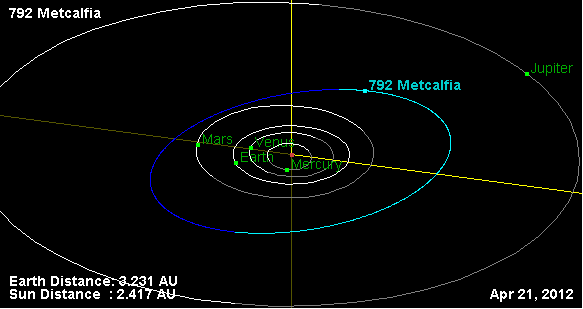
Орбита астероида Меткалфия и его положение в Солнечной системе